# هالچیتا (یوتا)
هالچیتا (به انگلیسی: Halchita) یک منطقهٔ مسکونی در ایالات متحده آمریکا است که در شهرستان سن‌خوآن، یوتا واقع شده‌است. هالچیتا ۴۴٫۳ کیلومتر مربع مساحت و ۲۷۰ نفر جمعیت دارد و ۱٬۳۳۵ متر بالاتر از سطح دریا واقع شده‌است.